# الجمعية التشريعية الثامنة عشرة لأتر برديش
الجمعية التشريعية الثامنة عشرة لأتر برديش (بالإنجليزية: Eighteenth Uttar Pradesh Legislative Assembly)، أو أتر برديش فيدهان سابها الثامنة عشر (بالإنجليزية: Eighteenth Vidhan Sabha of Uttar Pradesh): هي جمعية تشريعية تم تشكيلها من قبل الأعضاء المنتخبين في انتخابات الجمعية التشريعية لأتر برديش لعام 2022.